# Den goda människan i Sezuan
Den goda människan i Sezuan (tyska: Der gute Mensch von Sezuan), även Den goda människan från Sezuan, är en pjäs av den tyske dramatikern Bertolt Brecht. Pjäsen skrevs mellan 1939 och 1941, men fullbordades först 1943 under författarens tid i exil i USA. Första uppsättningen gjordes 1943 av Schauspielhaus Zürich i Schweiz med musik av Huldreich Georg Früh. Den mest kända tonsättningen av sångerna i pjäsen gjordes 1947–48 av Paul Dessau.
Pjäsen är ett exempel på episk teater, inte menad att uppföras som traditionell "realistisk" teater. "Sezuan" är en äldre tysk transkribering av namnet på den kinesiska provinsen Sichuan.

## Handling
Pjäsen börjar med att vattenförsäljaren Wang förklarar för publiken att han är i stadens utkanter för att invänta den förutspådda ankomsten av flera viktiga gudomligheter. Gudarna anländer och ber Wang ordna husrum åt dem för natten. De har rest långt och länge, men förgäves. De har inte lyckats hitta någon god människa utan bemötts av girighet, ondska, oärlighet och egoism. På samma sätt blir de bemötta av alla i Sezuan. Ingen har tid eller råd att bry sig om någon annan - förutom den unga fattiga flickan Shen Te, som inte vänder ryggen till en människa i nöd.
Shen Te belönas för sin gästfrihet, som gudarna ser som ett tecken på godhet. De ger henne en liten tobaksaffär i gåva, men också menat som ett test: kan Shen Te bibehålla sin godhet trots sin nyvunna rikedom? Om hon lyckas med uppgiften kommer gudarna att återfå sin tro på mänskligheten.
Shen Tes givmildhet och generositet slår dock tillbaka på henne själv. Hon låter en fattig familj bo i butiken och affärsrörelsen blir snabbt konkursmässig. Tjuvar lockas dit vilket gör att polisen börjar övervaka affären.
Shen Te låter sin manliga kusin Shui Ta ta över rörelsen för att ordna upp affärerna. Denne kusin är dock skapad av henne själv, med hjälp av herrkläder, en mask och en maskulin basröst ikläder hon sig rollen som Shui Ta. Kusinen anländer till butiken och förklarar att Shen Te tillfälligt lämnat stan för en kort resa och slänger artigt men bestämt ut snyltarna och återställer ordningen i tobaksaffären.
Shui Ta dyker först bara upp i verkligt desperata situationer, men under handlingens gång, då Shen Te får svårt att uppfylla kraven på henne och hålla löften till andra, så använder hon sig under allt längre perioder av sin kusins hjälp. Till slut verkar hans personlighet uppsluka och överta hennes. Shen Te är mjuk, medlidsam och känslosam till skillnad från Shui Ta som är okänslig och förnuftig, till och med ondskefull. Han verkar vara den ende av de två som klarar att överleva i den värld de lever i. På kort tid har han förvandlat hennes enkla butik till en stor tobaksfabrik med många anställda, med sig själv som hård pådrivare.
Så småningom avslöjas Shen Tes rollspel, och hon ställs inför rätta av ortsbefolkningen. Som domare dyker gudarna överraskande upp igen. De ställs inför dilemmat som deras maktfullkomliga gudomliga ingripande har åstadkommit: att goda handlingar endast var möjliga genom onda handlingar.
I slutet av pjäsen ges åskådarna ansvar för att hitta en lösning på pjäsens olösta problem. Hur kan en god människa leva i godhet i en värld som till största delen är ond? Författaren vill få åskådaren att ifrågasätta det nuvarande samhället och att detta behöver förändras ifrån grunden.

## Uppsättningar i Sverige i urval)
- 1953 på Malmö stadsteater under namnet "Flickan och Gudarna".
- 1962 på Göteborgs Stadsteater i regi av Staffan Aspelin med Ulla Sjöblom, Jan-Olof Strandberg, Kent Andersson, Ingvar Hirdwall och Lennart Hjulström m. fl.
- 1963 på Marionetteatern, Stockholm i regi av Michael Meschke, översättning Ebbe Linde, scenografi Yngve Gamlin, röster: Ulla Sjöblom, Lars Ekborg, Margaretha Krook, Ingvar Kjellson  m fl. Pjäsen spelades in för SVT i en TV-produktion 1964.[3]
- 1971 på Stockholms stadsteater i regi av Johan Bergenstråhle med Lena Granhagen i rollen som Shen Te/Shui Ta.
- 1998 på Dramaten i regi av Thorsten Flinck med Lena Endre, Börje Ahlstedt, Mikael Persbrandt, Mats Bergman och Axel Düberg m. fl.
- 2012 på Dramaten i regi av Eva Dahlman med bland andra Lo Kauppi, Torkel Petersson, Per Svensson, Inga-Lill Andersson och Lil Terselius.
- 2016 på Uppsala stadsteater i regi av Sunil Munshi med bland andra Elisabeth Wernesjö, Mathias Olsson, Bianca Cruzeiro, Luiza Consta, Niklas Engdahl, Göran Engman, Eli Ingvarsson och Tytte Johnsson. Premiären ägde rum lördagen 8 oktober 2016, och föreställningen pågick till och med 2 november. Den skulle ha spelats till och med 9 december men lades ned på grund av att Mathias Olsson avled den 3 november.[4]
- 2017 på Folkteatern i Göteborg. Premiär den 16 september, spelades till 14 december. Regi Frida Röhl, Folkteaterns ensemble med gästspel av Iwar Wiklander.